# Кольядо, Тересита
Тересита Натвидад Кольядо Рамос (исп. Teresita Natvidad Collado Ramos; род. 20 ноября 1971, Chinique, Эль-Киче) — гватемальская легкоатлетка, специалистка по спортивной ходьбе. Выступала на профессиональном уровне в 1998—2010 годах, обладательница бронзовой медали Центральноамериканских и Карибских игр, чемпионка Центральноамериканских игр, победительница и призёрка ряда крупных международных стартов, участница двух летних Олимпийских игр.

## Биография
Тересита Кольядо родилась 20 ноября 1971 года в муниципалитете Чинике департамента Эль-Киче, Гватемала.
Впервые заявила о себе в лёгкой атлетике на международном уровне в сезоне 1998 года, когда вошла в состав гватемальской сборной и выступила на Панамериканском кубке по спортивной ходьбе в Майами, где в дисциплине 20 км финишировала восьмой.
В 1999 году в ходьбе на 20 км заняла 44-е место на Кубке мира в Мезидон-Канон и 35-е место на чемпионате мира в Севилье.
На Панамериканском кубке 2000 года в Поса-Рике пришла к финишу пятой. Благодаря череде успешных выступлений удостоилась права защищать честь страны на летних Олимпийских играх в Сиднее — в программе 20 км показала время 1:43:28, расположившись в итоговом протоколе соревнований на 41-й строке.
В 2001 году выиграла серебряную медаль на домашнем чемпионате Центральной Америки и Карибского бассейна в Гватемале, показала 26-й результат на чемпионате мира в Эдмонтоне, превзошла всех соперниц на домашних Центральноамериканских играх в Гватемале.
В 2002 году на соревнованиях в немецком Айзенхюттенштадте пришла к финишу пятой, установив при этом свой личный рекорд в ходьбе на 20 км — 1:35:06. Кроме того, стала четвёртой на домашнем иберо-американском чемпионате в Гватемале, заняла 44-е место на Кубке мира в Турине, завоевала бронзовую награду на Центральноамериканских и Карибских играх в Сан-Сальвадоре.
В 2003 году была седьмой на Панамериканских играх в Санто-Доминго, показала 28-й результат на чемпионате мира в Париже.
В 2004 году заняла 49-е место на Кубке мира в Наумбурге, с личным рекордом 48:57 в ходьбе на 10 км финишировала шестой на иберо-американском чемпионате в Уэльве. Принимала участие в Олимпийских играх в Афинах, где в зачёте 20 км с результатом 1:46:41 стала 49-й.
Сделав достаточно длительный перерыв, в 2010 году вернулась в спортивную ходьбу и выиграла серебряную медаль в дисциплине 20 км на чемпионате Гватемалы.